# Стів Ліллівайт
Стівен Алан Ліллівайт, CBE (англ. Stephen Alan Lillywhite, нар. 15 березня 1955) — англійський музичний продюсер. З початку своєї кар'єри у 1977 році Ліллівайт продюсував понад 500 платівок і співпрацював з багатьма музикантами, серед яких XTC, Big Country, Siouxsie and the Banshees, Simple Minds, Ultravox, The Psychedelic Furs, Beady Eye, Toyah, Девід Бірн, Talking Heads і Кірсті МакКолл, а також U2, Rolling Stones, The Pogues, Blue October, Steel Pulse, The La's, Пітер Ґебріел, Морріссі, The Killers, Dave Matthews Band, Phish, Guster, Counting Crows і Джоан Арматрейдінг. Він отримав шість премій «Ґреммі», в тому числі в номінації Продюсер року, не класичної музики у 2006 році. У 2012 році став Командором Ордену Британської імперії (CBE) за внесок у музику.